# Holtz
Pour les articles homonymes, voir Holtz (homonymie).
Holtz (luxembourgeois : Holz) est un village luxembourgeois de l'ancienne commune de Perlé, situé dans la commune de Rambrouch dans le canton de Redange.